# Památník Stanisława Pyjase
Památník Stanisława Pyjase, polsky Pomnik Stanisława Pyjasa, je pomník a lze říci, že i netradiční busta Stanisława Pyjase (1953-1977), studenta Jagelonské univerzity, disidenta, antikomunisty a křesťana, který byl zabit příslušníky polského komunistického režimu v roce 1977. Jeho smrt, která není ani v roce 2021 plně objasněna, vedla ke vzniku tehdejšího Studentského výboru Solidarity (Studencki Komitet Solidarności). Pomník se nachází na náměstí před studentským domem Żaczek v městské části Krowodrza v Krakově v Malopolském vojvodství v Polsku.

## Další informace
Autorem netradiční plastiky z oceli a kamene je polský sochař Dariusz Sitek (*1966). Památník, který byl slavnostně odhalen dne 7. května 2019 u příležitosti 42. výročí tragické smrti disidenta, se skládá z vodorovné kamenné skládané desky na jejímž konci je průhledná kovová plastika znázorňující nejznámější fotografii disidenta, která je také vyryta do kamenné desky. Oblouk plastiky symbolizuje bránu na ulici Szewska 7, kde bylo mrtvé tělo Stanisława Pyjase nalezeno. Kovové pruhy v plastice symbolizují vězeňské mříže. Na kamenné desce je umístěn také stručný text popisující disidenta a jeho zavraždění.

## Galerie

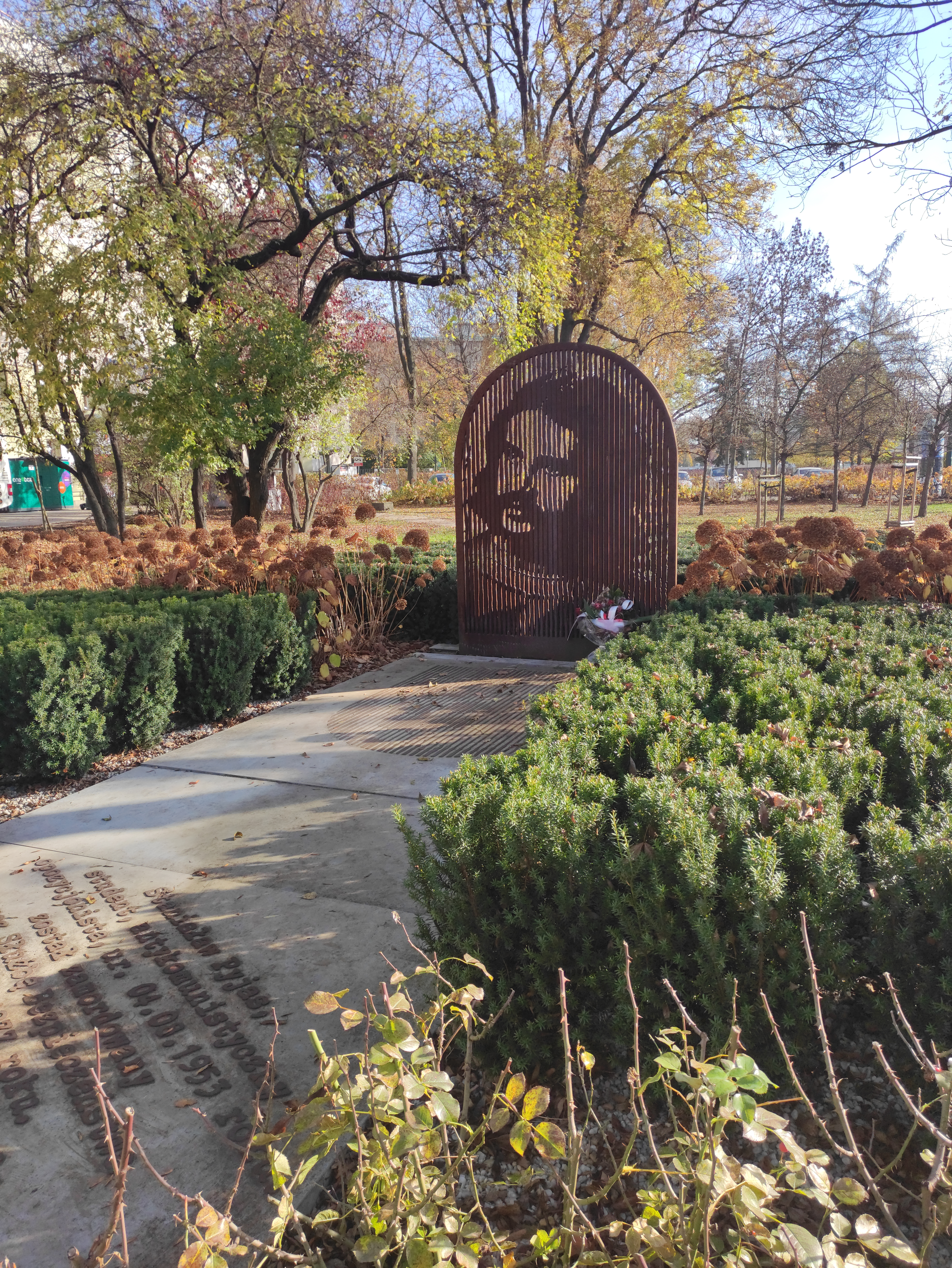
Busta s nápisem a parková úprava okolí díla
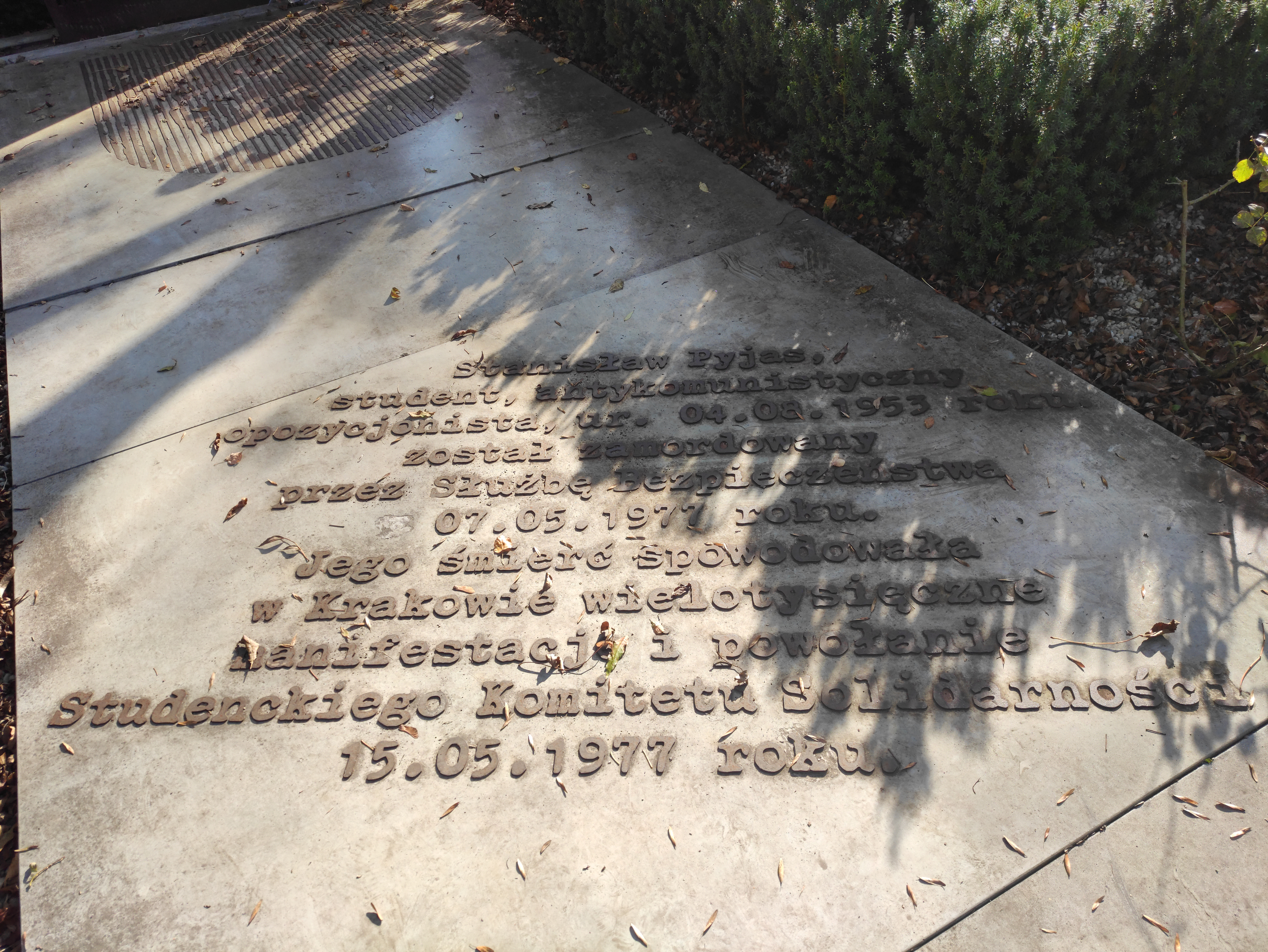
Nápis na pomníku